# Land of the Free (album)
Pour les articles homonymes, voir Land of the Free.
Albums de Gamma Ray
Insanity and Genius
(1993) Somewhere out in Space
(1997)
Land of the Free est le quatrième album studio du groupe de power metal allemand Gamma Ray sorti en 1995 chez Noise Records. Cet album a été réédité en 2003 dans le coffret The Ultimate Collection. Cet réédition digipack a été aussi disponible en dehors du coffret, en édition limitée.
Le morceau Afterlife est un hommage à Ingo Schwichtenberg, ancien batteur de Helloween, qui s'est suicidé le 8 mars 1995, peu de temps avant la sortie de cet album.

## Liste des titres

### Album original
| No  | Titre                  | Paroles         | Musique    | Durée |
| --- | ---------------------- | --------------- | ---------- | ----- |
| 1.  | Rebellion in Dreamland | Kai Hansen      | Hansen     | 8:44  |
| 2.  | Man on a Mission       | Hansen          | Hansen     | 5:49  |
| 3.  | Fairytale              | Hansen          | Hansen     | 0:50  |
| 4.  | All of the Damned      | Hansen          | Hansen     | 5:00  |
| 5.  | Rising of the Damned   | Hansen          | Hansen     | 0:43  |
| 6.  | Gods of Deliverance    | Hansen          | Jan Rubach | 5:01  |
| 7.  | Farewell               | Dirk Schlächter | Schlächter | 5:11  |
| 8.  | Salvation's Calling    | Rubach          | Rubach     | 4:36  |
| 9.  | Land of the Free       | Hansen          | Hansen     | 4:38  |
| 10. | The Saviour            | Hansen          | Hansen     | 0:40  |
| 11. | Abyss of the Void      | Hansen          | Hansen     | 6:04  |
| 12. | Time to Break Free     | Hansen          | Hansen     | 4:40  |
| 13. | Afterlife              | Hansen          | Rubach     | 4:46  |

### 2003 Bonus Tracks
| No  | Titre                                    | Paroles            | Musique       | Durée |
| --- | ---------------------------------------- | ------------------ | ------------- | ----- |
| 14. | Heavy Metal Mania (Holocaust cover)      | John Mortimer      | Mortimer      | 4:49  |
| 15. | As Time Goes By (pre-production version) | Hansen/Piet Sielck | Hansen/Sielck | 4:53  |
| 16. | The Silence '95                          | Hansen             | Hansen        | 6:29  |

## Composition du groupe
- Kai Hansen : Guitare et chant
- Dirk Schlächter : Guitare
- Jan Rubach : Basse
- Thomas Nack : Batterie

### Musiciens Invités
- Sascha Paeth : Claviers
- Hansi Kürsch : Chant sur Farewell, chœurs sur Land of the free et Abyss of the void)
- Michael Kiske : Chant sur Time to Break Free et Land Of The Free